# Hesketh 308C
El Hesketh 308C fue un monoplaza de Fórmula 1 diseñado por Harvey Postlethwaite para Hesketh Racing para competir en las temporadas de 1975 y 1976.

## Historia

### 1975
El Hesketh 308C fue conducido por James Hunt durante un Gran Premio fuera del campeonato mundial, en Francia, y durante las dos últimas rondas del campeonato, obteniendo un quinto lugar en Monza y un cuarto en Watkins Glen.

### 1976

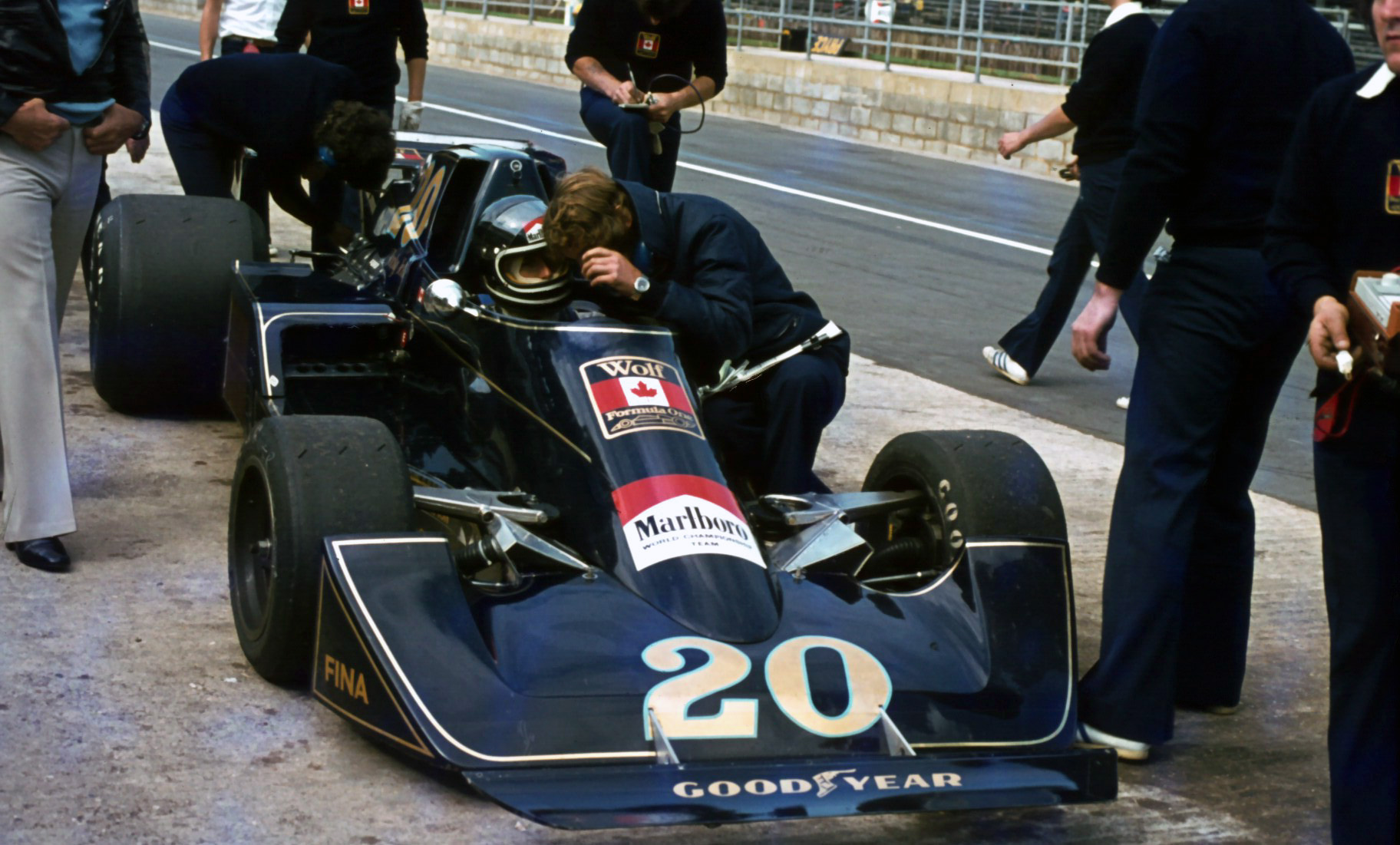
Wolf-Williams FW05 de Jacky Ickx en los test de Silverstone de 1976.

Tras el abandono de Lord Hesketh y la venta de su equipo, Walter Wolf recuperó dos 308C y tras algunas modificaciones los usó para su equipo, renombrándolos Wolf-Williams FW05.

## Resultados

### Fórmula 1
(Clave) (negrita indica pole position) (cursiva indica vuelta rápida)

| Año  | Escudería            | Chasis             | Motor                    | Neu | Pilotos          | 1   | 2   | 3   | 4   | 5   | 6   | 7   | 8   | 9   | 10  | 11  | 12  | 13  | 14  | 15  | 16  | Pos. | Pts |
| ---- | -------------------- | ------------------ | ------------------------ | --- | ---------------- | --- | --- | --- | --- | --- | --- | --- | --- | --- | --- | --- | --- | --- | --- | --- | --- | ---- | --- |
| 1975 | Hesketh Racing       | Hesketh 308C       | Ford Cosworth DFV 3.0 V8 | G   |                  | ARG | BRA | RSA | ESP | MON | BEL | SWE | NED | FRA | GBR | GER | AUT | ITA | USA |     |     | 4°   | 33  |
| 1975 | Hesketh Racing       | Hesketh 308C       | Ford Cosworth DFV 3.0 V8 | G   | James Hunt       |     |     |     |     |     |     |     |     |     |     |     |     | 5   | 4   |     |     | 4°   | 33  |
| 1976 | Wolf–Williams Racing | Wolf–Williams FW05 | Ford Cosworth DFV 3.0 V8 | G   |                  | BRA | RSA | USW | ESP | BEL | MON | SWE | FRA | GBR | GER | AUT | NED | ITA | CAN | USA | JPN | —    | 0   |
| 1976 | Wolf–Williams Racing | Wolf–Williams FW05 | Ford Cosworth DFV 3.0 V8 | G   | Jacky Ickx       | 8   | 16  | DNQ | 7   | DNQ | DNQ |     | 10  | DNQ |     |     |     |     |     |     |     | —    | 0   |
| 1976 | Wolf–Williams Racing | Wolf–Williams FW05 | Ford Cosworth DFV 3.0 V8 | G   | Michel Leclère   |     | 13  | DNQ | 10  | 11  | 11  | Ret | 13  |     |     |     |     |     |     |     |     | —    | 0   |
| 1976 | Wolf–Williams Racing | Wolf–Williams FW05 | Ford Cosworth DFV 3.0 V8 | G   | Arturo Merzario  |     |     |     |     |     |     |     |     |     | Ret | Ret | Ret | DNS | Ret | Ret | Ret | —    | 0   |
| 1976 | Wolf–Williams Racing | Wolf–Williams FW05 | Ford Cosworth DFV 3.0 V8 | G   | Chris Amon       |     |     |     |     |     |     |     |     |     |     |     |     |     | DNS |     |     | —    | 0   |
| 1976 | Wolf–Williams Racing | Wolf–Williams FW05 | Ford Cosworth DFV 3.0 V8 | G   | Warwick Brown    |     |     |     |     |     |     |     |     |     |     |     |     |     |     | 14  |     | —    | 0   |
| 1976 | Wolf–Williams Racing | Wolf–Williams FW05 | Ford Cosworth DFV 3.0 V8 | G   | Masami Kuwashima |     |     |     |     |     |     |     |     |     |     |     |     |     |     |     | DNS | —    | 0   |
| 1976 | Wolf–Williams Racing | Wolf–Williams FW05 | Ford Cosworth DFV 3.0 V8 | G   | Hans Binder      |     |     |     |     |     |     |     |     |     |     |     |     |     |     |     | Ret | —    | 0   |